# Friedrich Ramm
 (octobre 2011).
Si vous disposez d'ouvrages ou d'articles de référence ou si vous connaissez des sites web de qualité traitant du thème abordé ici, merci de compléter l'article en donnant les références utiles à sa vérifiabilité et en les liant à la section « Notes et références ».
Friedrich Ramm (1744-1813) est un hautboïste allemand du XVIIIe siècle. Il est connu pour avoir été le musicien de Mozart. 
Friedrich Ramm était hautboïste depuis l'âge de quatorze ans à l'orchestre de Charles-Théodore électeur de Bavière à Mannheim puis à Munich.
Lors de son séjour à Mannheim, Mozart a rencontré Friedrich Ramm chez Johann Christian Cannabis. Dans une lettre du 4 décembre 1777 à son père, Mozart relate sa rencontre avec un hautboïste « qui joue fort bien et a un son très pur. Je lui ai offert le concerto pour hautbois ». Dans une nouvelle lettre du 14 février 1778, Mozart écrit au sujet de son nouvel ami : « Ramm a joué pour la cinquième fois mon concerto pour hautbois de Ferlandis, qui fait ici beaucoup de bruit ».
C'est à son intention que Mozart écrivit son quatuor pour hautbois en fa majeur au début de l'année 1781, alors qu'il était à Munich pour terminer son opéra Idomeneo, re di Creta.
D'après la légende, lorsque Mozart a écrit son Requiem dans lequel le hautbois, étrangement, n'est pas présent contrairement à ses autres pièces orchestrales, Ramm était en tournée. Mozart aurait préféré ne pas mettre de hautbois plutôt que de se passer des services de Ramm. Ce hautboïste était connu pour sa virtuosité, et entre autres, il réussissait le contre-fa avec un hautbois baroque.